# プー・ルイ
プー・ルイ（Pour Lui、1990年8月20日 - ）は、日本の女性歌手、YouTuber。株式会社プープーランド代表取締役兼PIGGSのメンバー、女性アイドルグループ・BiSの元リーダー、音楽グループ・LUI FRONTiC 赤羽JAPANの元ボーカル、女性音楽グループBILLIE IDLEの元メンバーである。キャッチコピーは「ニューエイジロックアイコン プー・ルイ」。プー・ルイという名前はフランス語で「彼のために」を意味する。

## 略歴
2009年
- 11月4日、デビュー配信シングル「限られた時間の中で☆」が第4回レコチョク新人杯に最終ノミネート。

2010年
- 1月13日、セカンド配信シングル「WHY?」配信。フランスパリのテレビ局Nolife TVにて同シングルが放送される[1]。
- 3月25日、デビュー後初ライブ。
- 6月8日、ニコニコ生放送にて「【ぶっちゃけ】みんなでプー・ルイ初生放送☆【トーク】」を開始。
- 6月23日、デビューミニアルバム『みんなのプー・ルイ』をリリース。タワーレコードオンライン予約デイリーチャート1位（6月20日）、オンラインセールス1位（6月24日）を獲得。
- 9月9日、突然の年内ソロ活動休止を宣言。2011年からアイドルグループとして活動することを表明[2]。
- 10月11日、Ustreamによる公開生オーディションを開催[3]。
- 12月2日、アイドルグループメンバー発表。
- 12月3日、プー・ルイワンマンライブ「ラストダンス」にてアイドルグループ構成員3名とともにユニット名「BiS」として活動していくことを発表[4]。

2013年
- 12月24日、BiSでの活動の他、「LUI◇FRONTiC◆松隈JAPAN（現：LUI FRONTiC 赤羽JAPAN）」のメンバー（ボーカル）としての活動を始める[5]。

2014年
- 7月8日、BiSの解散[6] に伴いアイドル活動を終了。以降、歌手としての活動に専念する。
- 7月10日、「プー・ルイ」から「プールイ」への改名を発表[7]。
- 10月15日、喉のポリープ手術を受ける[8]。

2015年
- 4月26日、FM NACK5にてコーナー番組「プールイのアルシェでLuiLui!」を開始（「i Meet Up!」内での放送）[9]。

2016年
- 7月8日、BiSの再始動を発表[10]。同時に名義を再び「プー・ルイ」に戻した。

2018年
- 1月6日、中野heavy sick ZEROで行われた東名阪ツアー「BiS 2nd BEGiNNiNG TOUR」の初日公演で1曲目が終わったあとにBiSからの卒業を発表[11]。
- 3月4日、両国国技館で行われたワンマンライブ「BiS 2nd BEGiNNiNG TOUR FiNAL WHO KiLLED IDOL??」をもってBiSを脱退[12]。
- 3月31日、BiSメンバーとして最後の活動である特典会終了後、公式YouTubeチャンネル「新生YouTuber研究会BYS」[注 1]を開設[13]。動画には旧BiSのメンバーも出演している。
- 5月12日、東京・UNITで行われたBILLIE IDLE®の東名阪ワンマンツアー「BILLIE IDLE P.S.R.I.P. TOUR」最終公演に登場し、BILLIE IDLE®への加入を発表。終演後、6月6日に東京・マイナビBLITZ赤坂にて、プー・ルイを迎えた新体制での初ワンマンライブ「WELCOME TO BILLIE IDLE」が行われることが発表された[14]。
- 7月18日、自身のYouTubeチャンネルにてBiSリーダー時代の最後の1月から3月の計3ヶ月間の給料が35万3,482円で、週2回バイトをしていたことを発表した。活動実績のわりに少なすぎであると一部のファンの間にで話題を集めた[15][16][17]。

2019年
- 1月23日、FLASHが、KEYTALKの小野武正との交際、同棲を報じる[18][19][注 2]。
- 2月15日、YouTubeにて音楽に特化した新チャンネル「BYS Music」を開設[20]。
- 10月16日、自身の所属グループであるBILLIE IDLE®が同年12月28日をもって解散することを発表[21][22][23]。
- 11月15日 - 17日、下北沢EXPRESSERにて羊毛フェルト作品展「フェルティワールド」を開催[24]。
- 12月28日、マイナビBLITZ赤坂での公演をもってBILLIE IDLE®が解散[25]。

2020年
- 1月3日、マイナビBLITZ赤坂で行われた「WACKなりの甲子園」の終演後の挨拶に登場し、3月11日に渡辺淳之介・松隈ケンタプロデュースの元、10年ぶりのソロアルバム「みんなのプールイⅡ」をリリースする事を発表[26]。
- 1月6日、公式サイトにて、(株)WACKの渡辺社長出資のもと会社を起ち上げ社長兼プロデューサ兼メンバーという形で新グループを結成することになった、と発表。グループ名は「アイドル研究所(仮)」とし、メンバーオーディションを2月2日に開催することも発表した[27]。
- ４月19日、新グループの名称をPIGGSとすることを発表[28]。

2021年
- 10月3日、舞浜アンフィシアターで行われた豆柴の大群特別公演「豆柴の大群の疾走」にゲスト出演[29]。

## 作品

### 配信シングル
| # | タイトル            | 発売日         | 収録曲                                                     | 備考                                   |
| - | ------------------- | -------------- | ---------------------------------------------------------- | -------------------------------------- |
| 1 | 限られた時間の中で☆ | 2009年11月4日  | 1. 限られた時間の中で☆                                     | 第4回レコチョク新人杯最終ノミネート MV |
| 2 | WHY?                | 2010年1月13日  | 1. WHY?                                                    | MV                                     |
| 3 | エレガントの怪物    | 2010年12月15日 | 1. エレガントの怪物 pink ver 2. エレガントの怪物 white ver | SPANK HAPPYのカバー曲                  |

## 出演

### テレビ
- アウト×デラックス（2013年11月7日、フジテレビ）
- お台場生忘年会5時間SP〜モテ女100vsモテない芸人&アイドル〜（2013年12月30日、フジテレビ）
- オトナに!「全裸PV、過激プロモーション「BiS」を語りつくす!」（2017年4月19日・26日、東京MXテレビ）
- 今夜くらべてみました2時間SP〜「悲しき女子校育ちの女 vs 男子校育ちの斎藤くん」（2019年9月25日、日本テレビ）
- 有吉反省会（2020年5月9日、日本テレビ）

### ラジオ
- i Meet Up! プールイのアルシェでLuiLui!（2015年4月 - 2016年8月、FM NACK5）
- 角由紀子の明日滅亡するラジオ（2020年10月12日 - 2025年7月28日、AuDee）

### 舞台
- 「2LDK」-2013-（2013年10月20日、俳優座劇場）[34] - 松本希美 役
- 月刊「根本宗子」第13号「夢と希望の先」（2016年9月28日 - 10月2日、本多劇場）[35] - 川本恵津子 役

### ミュージック・ビデオ
- 犬も食わねぇよ。「プロミスザムーン（feat. BYS）」（2018年12月16日、YouTube）[36]

### ネット番組
- 街録ch〜あなたの人生、教えて下さい〜（2022年7月2日、YouTube）[37]